# جنيفر وو
جنيفر وو (بالإنجليزية: Jennifer Wu) (بالصينية: 吳玥) هي لاعبة تنس الطاولة صينية وأمريكية، ولدت في 4 يناير 1990 في الولايات المتحدة.

## وصلات خارجية
- جنيفر وو على موقع أوليمبيديا (الإنجليزية)